# Radioplayer France
 (septembre 2023).
L'article doit être relu — et modifié si nécessaire — par des contributeurs indépendants pour apporter un regard critique aux contributions effectuées en violation des conditions d'utilisation de Wikipédia, tant sur la forme (notamment concernant le style encyclopédique, la proportionnalité) que sur le fond (la neutralité de point de vue, la qualité et l'indépendance des sources).
 (novembre 2022).
Radioplayer France est une application de radios françaises. Elle a été lancée par six groupes de radios : Altice Média, Lagardère News, Les Indés Radios, les radios du Groupe M6, NRJ Group et Radio France. Elle regroupe aujourd’hui 230 radios, 900 webradios et plus de 200 000 podcasts.
La plate-forme vise deux objectifs principaux : 
- offrir aux auditeurs un moyen facile d’écouter toutes les radios françaises en numérique ; elles sont pratiquement toutes présentes avec 92% de l’audience (Médiamétrie EAR Nationale). 
- protéger la souveraineté des radios en évitant le risque que des agrégateurs tiers deviennent un « guichet » pour l’accès des radios à leur diffusion via internet. 

## Historique
Radioplayer France fait partie du réseau Radioplayer qui regroupe 14 pays (Allemagne, Autriche, Belgique, Canada, Danemark, Espagne, France, Irlande, Italie, Norvège, Pays-Bas, Royaume-Uni, Suède, Suisse) unis par le biais d’une plateforme technique et d’une marque commune pour renforcer la place de la radio dans l’univers digital.
La société commune a été officialisée le 25 juillet 2020 par ses fondateurs Lagardère News, Les Indés Radios, le Groupe M6 et Radio France, ces groupes ont ensuite été rejoints par NRJ Group et NextRadio TV le 14 octobre 2020. La société commune est présidée par Jean-Éric Valli (président également du GIE des Indés Radios et du Groupe 1981) et sous la direction de Yann Legarson jusqu’au 31 mais 2023. L’application Radioplayer France est quant à elle lancée le 8 avril 2021, Radioplayer France compte alors 200 radios, 600 webradios et 100 000 podcasts.
Un nouveau Directeur Général, Régis Verbiguié, a pris ses fonctions le 1er juin 2023. 
Radioplayer accueille les radios qui disposent d’une fréquence FM ou DAB+. 30 radios et 100 webradios ont rejoint Radioplayer un an après son lancement qu’il s’agisse de radios privées (Autoroute Info, R’ La Radio Station), publiques (RFI, les neuf radios La 1ère), DAB+ (Melody Radio, AirZen Radio et Radio Maria France) ou associatives (RCF, Bretagne 5, CFM Radio, Radio Espérance et Phare FM). Les dernières arrivées sont : Le Bon Mix, RCJ, Radio Neptune, Radio Notre Dame et DanceOne.
Radioplayer France donne également accès à 200 000 podcasts créés par les radios. Avec de la réécoute des émissions radios et des podcasts natifs sur tous les sujets.

## Ecoute en voiture
Le 18 mai 2022, un an après son lancement, Radioplayer France signe un partenariat avec Renault pour lancer “Radioplayer for Renault” dans les nouveaux modèles du constructeur (Megane E-Tech électrique et Nouvel Austral). L’application sera présente à terme dans l’ensemble des véhicules Renault équipés du système Open-R Link.
Radioplayer a également signé des accords avec Volkswagen et BMW.
Radioplayer France est accessible depuis le tableau de bord des voitures par le biais des dispositifs Apple CarPlay, Android Auto et SmartDeviceLink. Tout le contenu audio de l’application est donc disponible grâce à la connexion internet d’un smartphone. Radioplayer France peut aussi s’écouter depuis le système autonome Android Automotive.

## Les supports connectés

### Applications mobiles
L’application Radioplayer France est disponible depuis divers environnements d’écoute. À commencer par les applications mobiles (IOS, Android, Huawei, Samsung) depuis lesquelles le contenu de l’application peut être écouté en voiture grâce au mode voiture et sa compatibilité Carplay, Android Auto et SmartDeviceLink. Il est également possible d’avoir accès aux recommandations, de sauvegarder ses radios et d’écouter les émissions grâce à la fonctionnalité start-over qui permet de revenir jusqu’à 4 heures en arrière.

### Tablettes
Radioplayer France est également accessible sur tablette (IOS et Android) dans un environnement adapté. Grâce à la compatibilité Chromecast et Airplay, Radioplayer France permet de diffuser la radio sur les enceintes compatibles, à partir d’une tablette. L’application est aussi disponible depuis les objets connectés (Apple Watch et Android Wear). L’application Apple Watch Radioplayer France est une application autonome qui fonctionne sans lien avec l’iPhone.

### Enceintes
Le contenu audio de Radioplayer France peut être écouté depuis les enceintes multi-room (Bose et Sonos) et depuis les assistants vocaux comme l’enceinte connectée Amazon Alexa. Il est possible de commander Radioplayer France à la voix sur une enceinte connectée Amazon Alexa ou compatible. Avec un accès direct sur l'Assistant vocal Amazon. Ainsi il faut dire : " Alexa lance + le nom de la radio " pour pouvoir écouter la radio souhaitée.

### Assistants vocaux
L’application est accessible aussi depuis l’assistant vocal Google Assistant à partir d'une enceinte connectée.

### Smart TV
Enfin, Radioplayer France peut être écouté depuis les télévisions connectées compatibles Android TV mais aussi depuis le FreeStore de la Freebox Revolution et de la Freebox Delta. L’application est également accessible depuis l’Apple TV, les télévisions compatibles Samsung TV et LG TV.